# Magyarnándor
Magyarnándor – wieś i gmina w północnej części Węgier, w pobliżu miasta Balassagyarmat. Miejscowość leży na obszarze Średniogórza Północnowęgierskiego, w pobliżu granicy ze Słowacją. Administracyjnie osada należy do powiatu Balassagyarmat, wchodzącego w skład komitatu Nógrád.
Gmina Magyarnándor zajmuje obszar 18,67 km²; w 2009 roku liczyła 1127 mieszkańców.